# Jamie Borwick (5e baron Borwick)
Pour les articles homonymes, voir Borwick.
Geoffrey Robert James Borwick, 5e baron Borwick (né le 7 mars 1955) est un homme d'affaires britannique, pair héréditaire et membre de la Chambre des lords. 

## Biographie
Jamie Borwick est né le 7 mars 1955. Il fait ses études au Collège d'Eton. 
Borwick devient directeur général (de 1987 à 2001) de Manganese Bronze Holdings plc, surtout connu pour avoir fabriqué des taxis de Londres, puis président jusqu'en 2003. 
Borwick est fondateur et propriétaire du producteur de camions électriques Modec à Coventry en 2004. La société est entrée en redressement en mars 2011 avec des dettes de plus de 40 millions de livres sterling. Il est président de Route2Mobility Ltd, finançant des fauteuils roulants et des scooters pour les personnes handicapées dans le cadre du programme britannique Motability, jusqu'en octobre 2010. Il est également vice-président du conseil d'administration de British Low Carbon Vehicle Partnership . 
Il est président de Countryside Properties (Bicester) Ltd et président de Federated Trust Corporation Ltd. Il est administrateur non exécutif de Hansa Trust plc de 1984 à 2012. 
Le 16 juillet 2013, Lord Borwick est élu pour siéger à la Chambre des lords lors d'une élection partielle héréditaire par des pairs en remplacement de Hugh Mackay (14e Lord Reay) ; il siège sur les bancs conservateurs . 
Borwick est administrateur de la Royal Brompton and Harefield Hospitals Charity, après avoir pris sa retraite de la British Lung Foundation après 2 mandats de 6 ans en tant qu'administrateur . 
Borwick épouse Victoria Poore en 1981, qui est un ancien membre conservateur de l'Assemblée de Londres et adjoint au maire de Londres et, de 2015 à 2017, député de Kensington; ils ont trois fils et une fille. L'un de leurs fils est Thomas Borwick, conseiller pour les médias numériques pour le Parti conservateur et de la campagne Vote Leave . 